# نیکولت آیلند/ایست بنک (مینیاپولیس)
نیکولت آیلند/ایست بنک (به انگلیسی: Nicollet Island/East Bank) یک منطقهٔ مسکونی در ایالات متحده آمریکا است که در مینیاپولیس واقع شده‌است. نیکولت آیلند/ایست بنک ۱٬۳۰۹ نفر جمعیت دارد.